# Hoplammophila armata
Hoplammophila armata är en biart som först beskrevs av Johann Karl Wilhelm Illiger 1807.  Hoplammophila armata ingår i släktet Hoplammophila och familjen grävsteklar. Inga underarter finns listade i Catalogue of Life.